# PGC 214123
LEDA/PGC 214123 ist eine Linsenförmige Galaxie vom Hubble-Typ S01 im Sternbild Jagdhunde am Nordsternhimmel. Sie ist schätzungsweise 195 Millionen Lichtjahre von der Milchstraße entfernt und hat einen Durchmesser von etwa 35.000 Lichtjahren. Vom Sonnensystem aus entfernt sich das Objekt mit einer errechneten Radialgeschwindigkeit von näherungsweise 4.300 Kilometern pro Sekunde.
Im selben Himmelsareal befinden sich unter anderem die Galaxien IC 4300, IC 4302, IC 4304, IC 4305.